# Shawn Christian
Shawn Patrick Christian (Grand Rapids, 18 de Dezembro de 1965)  é um ator norte-americano de televisão e cinema.
Depois de se formar na Ferris State University em Big Rapids, Michigan, com um diploma em Marketing (1989), mudou-se para Chicago para seguir uma carreira de ator. Ele estrelou várias produções de palco e começou a aparecer em comerciais. Ele trabalhou no palco com na improvisação de Improv Olympic.
Em 1994, ele foi o primeiro porta-voz do sexo masculino na Star Search. Desembarcou o papel de Mike Kasnoff também em 1994 no longa World Turns. Em 1995, ele foi nomeado como "Hottest Male Star" pela revista Soap Opera Digest. Ele estrelou o programa até 1997, mudando-se para Los Angeles, entretanto. Em 1999, ele também teve um papel recorrente na série de televisão Charmed como Josh, o interesse amoroso de Piper Halliwell, interpretado por Holly Marie Combs. Ele também atuou o papel de Johnny Durant no Summerland do WB. Embora a série foi um sucesso na primeira temporada, ele não conseguiu reunir a mesma atenção na segunda temporada. Ele atuou ao lado de sua enteada, Taylor Cole. Em fevereiro de 2008 foi relatado que ele foi escalado para viver o médico e especialista Daniel Jonas na famosa novela americana Days Of Our Lives.
Ele jogou no Miami Heat com seus companheiros Jay Harrington. Ele se casou com Deborah Quinn em 18 de maio de 1996 e eles têm um filho Kameron, nascido em junho de 2000, eles se conheceram enquanto os dois eram modelos de audição para um anúncio impresso em Chicago, em 1991.

## Filmografia
- Shopgirl (2005)
- 50 Ways to Leave Your Lover (2004) - Rory
- Tremors 3: Back to Perfection (2001) - Desert Jack Sawyer
- Beautiful (2000) .... Wink Hendricks
- Murderin the Hamptons...2005 danny

## Televisão
- Murder in the Hamptons (2005) - Danny Pelosi
- Summerland (2004) - Johnny Durant
- 1-800-Missing (2004) - Jared Hart
- Happy Family (2004) - Hairdresser
- 10-8 Officers on Duty (2004) - Stephan James
- Undercover Christmas (2003) - Jake Cunningham
- Red Skies (2002) - Malcolm Cross
- One Life to Live (2002) - Ross Rayburn
- Haunted (2002) - Detective Sykes
- Becker (2002 & 2003) - Kevin
- The Chronicle (2002) - Dennis
- Birds of Prey (2002 & 2003) - Wade Brixton
- Friends (2001) - Dr.Schiff
- Spin City (2001) - Santa
- Crossing Jordan (2001) - Adam Flynn
- CSI: Crime Scene Investigation (2001) - Patrick Haynes, Chad Matthews
- V.I.P. (2000)
- Time of Your Life (2000) - Randall
- Penascola: Wings of Gold (1999 & 2000) Dr.Lawrence Brandon
- Beverly Hills, 90210 (1999) - Wayne
- Charmed (1999) - Josh
- The Love Boat: The Next Wave (1999) - Nick
- CTS: Toronto (1999) - Eugene Farrow
- Step by Step (1998) - Officer Adams
- Wind on Water (1998) - Val Poole
- Men Behaving Badly (1997) - Plumber
- Team Knight Rider (1997) - Adam Galbreth
- Malcom & Eddie (1997) - Trevor
- Ellen (1997) - Danny
- Pacific Palisades(1997) -  Quinn Ragowski
- As the World Turns (1994-1997) - Mike Kasnoff #1